# الأمن المركزي (مصر)

شعار الأمن المركزي

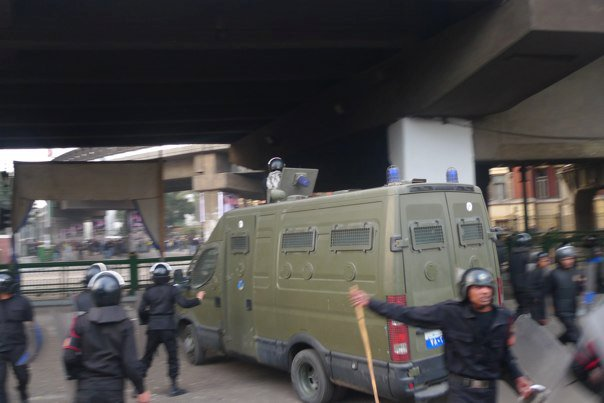
مدرعة شرطة تابعة لجهاز الأمن المركزي أثناء الثورة

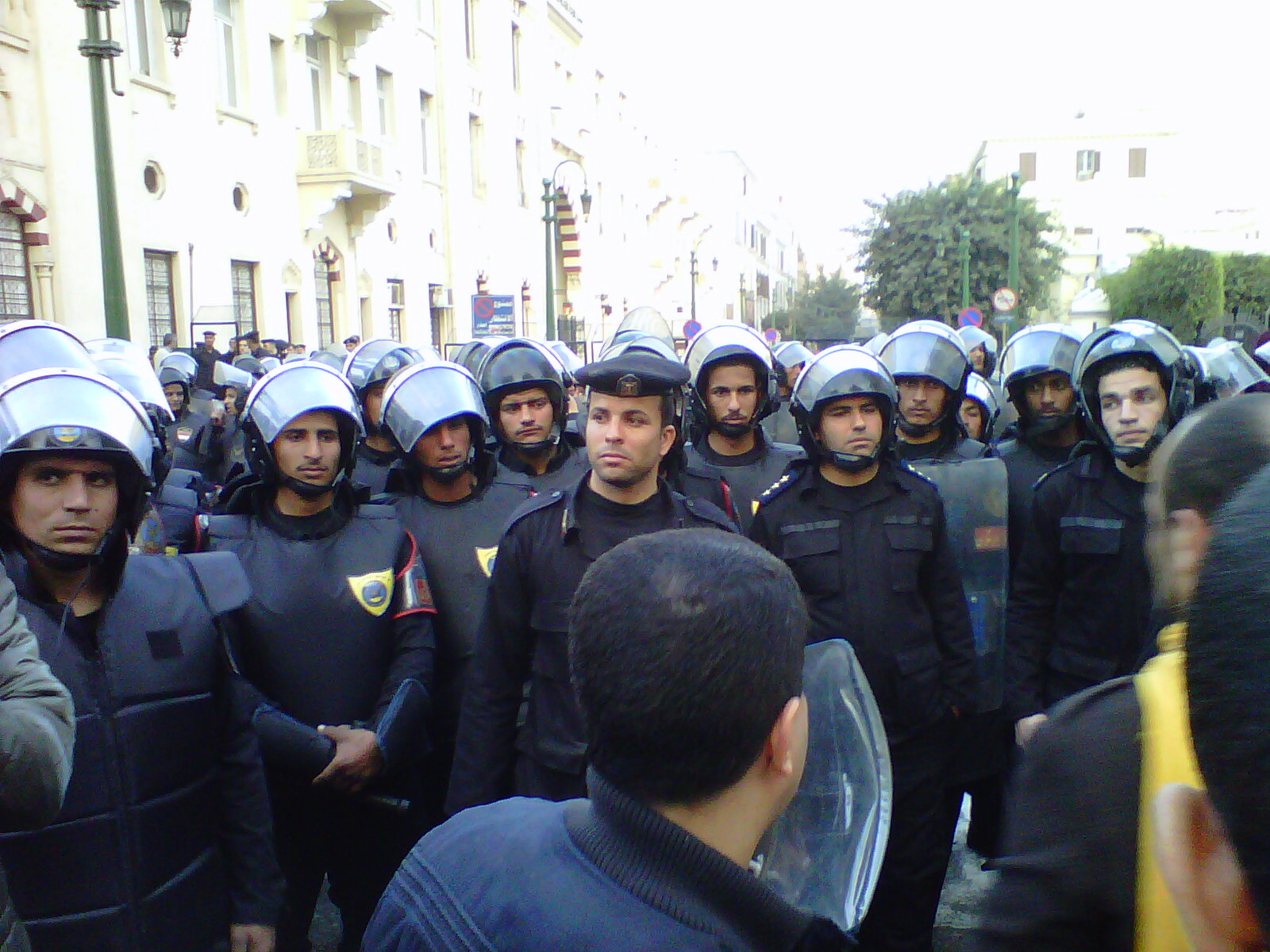
قوات أمن مركزي أثناء يوم الغضب (ثورة 25 يناير 2011)

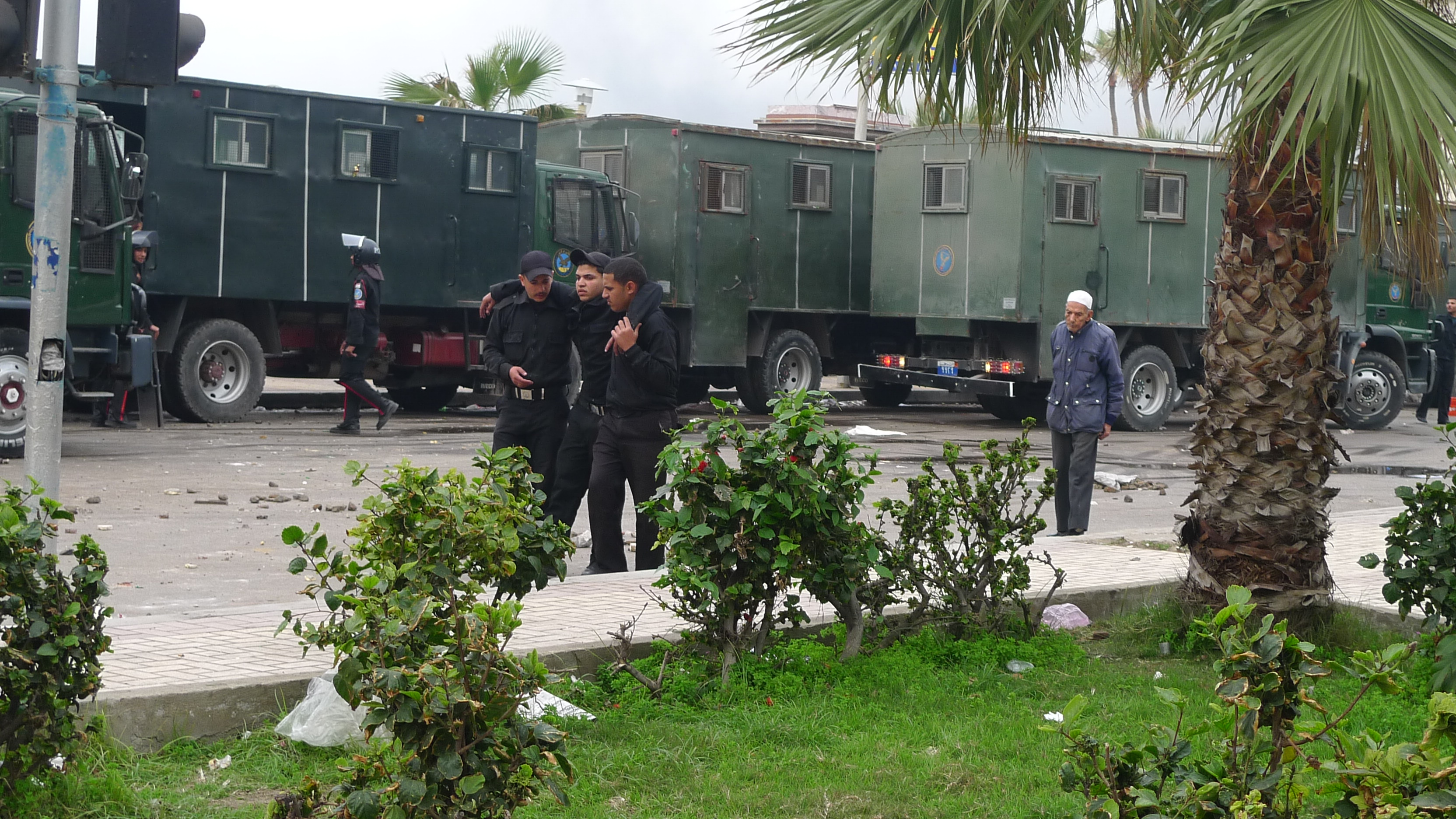
مدرعة شرطية أمن مركزي بالإسكندرية

قوات الأمن المركزي هي قوات شبه عسكرية وأحد أجهزة الشرطة المصرية، تخضع للإشراف المباشر من وزارة الداخلية المصرية مهمتها حفظ النظام ومكافحة أعمال الشغب. يبلغ عددها 300 ألف فرد (كان عدد جنود الأمن المركزي في بداية حكم مبارك حوالي 100 ألف جندي) وتوجد لهم معسكرات خاصة في مصر كلها وهي مدربة على حروب العصابات. وتختص قوات الأمن المركزي بمواجهة جميع أنواع الشغب والتخريب في البلاد، كما تحتوي على قوات مكافحة الإرهاب والتي تختص بمواجهة أي تواجدات أو عمليات إرهابية أو تهريب أو ما إلى ذلك داخل البلاد، وتعتمد الشرطة في المواجهات والمعارك على قوات الأمن المركزي بشكل كبير[بحاجة لمصدر]، حيث يتولى الأمن المركزي فض التظاهرات غير القانونية.

## إنشاء قوات الأمن المركزي
أنشيء جهاز الأمن المركزي في نهاية السبعينات من القرن العشرين، وتحديداً بعد اشتعال انتفاضة الجياع (يناير 1977)، التي اندلعت إثر قرارات الحكومة المصرية برفع أسعار بعض السلع الأساسية، حيث نزل الجيش إلى الشارع - للمرة الأولى منذ ثورة 1952 - للسيطرة على زمام الأمور، ولما كان تحرك الجيش لمواجهة الإضرابات عملا غير سهل فقد تقدم وزير الداخلية في ذلك الوقت (النبوي إسماعيل) إلى الرئيس السادات بفكرة إنشاء هذا الجهاز.

## اختيار الجنود
يتكون أفراد قوات الشرطة من ثلاث فئات؛
- المجندون (بعد 6 أشهر من التدريب) من التجنيد الإجباري للقوات المسلحة، وأولئك يعينوا بالكامل من المجندين الأدنى تعليما، حيث أن الأكثر تعليما وخريجي الكليات عادة ما ينتهي بهم الأمر في فروع مختلفة من القوات المسلحة. وتكون فترة تجنيدهم 3 سنوات، وكان قد تم زيادة مرتباتهم عقب ثورة 25 يناير.[3] ويمكن في وقت لاحق أن تتم ترقية المجندين إلى صفوف ضباط الفروع إذا استمروا في الخدمة بعد الفترة الإجبارية وإذا حصلوا على تعليم عالي وتقدموا للامتحانات الإلزامية لدخول صفوف ضابط الفروع. هناك منافسة كبيرة بين المجندين لتمديد خدمتهم وأن يصبحوا نظاميين. يدخل مجند القوة ب«تجنيد خاص»، ويرقى إلى «الدرجة الأولى خاصة» بعد سنتين من الخدمة. عند وقت التسريح من سنوات الخدمة الإجبارية الثلاثة، فإن كثير من الذين اجتازوا الصف العاشر في المدرسة، يكونو وصلو رتبة عريف، ويمكنهم أن يقودو قسم من 10-12 من المجندين وسيارة مكافحة شغب. أما الأقل تعليما أو المجندين الأميين فيضطرون لأن يتقاعدو برتبة الدرجة الأولى من التجنيد الخاص. أما الرقباء الراغبين بتمديد خدمتهم فيمكنهم التقدم للامتحانات وتمديد خدمتهم والحصول على رتبة نائب رقيب (أو رقيب جديد). يضطر معظم المجندين برتبة ضباط الصف إلى التقاعد في سن ال52 برتبة رقيب مع غياب فرصة للتقدم إذا لم يكن لديهم شهادة جامعية. أقل من 2٪ من المجندين يتقدمون في لرتب ضباط الصف.
- ضباط الصف (وهم خريجو سنتين أكاديميتين في مدرسة الشرطة)، وهو يعادل ضابط الصف في الجيش؛
- ضباط الفروع (المتخرجون من 4 سنوات دراسية في كلية الشرطة)، أولئك يدخلون الخدمة برتبة ملازم. يتم توظيفهم عن طريق امتحانات ضباط الشرطة على مستوى الوطن، ويتلقون تعييناتهم من رئيس الجمهورية

## الهيكل الإداري
تتولى إدارة قوات الأمن المركزي الإدارة العامة لرئاسة قوات الأمن المركزي، والإدارة العامة للعمليات الخاصة وتتبعها مناطق في مختلف أنحاء الجمهورية مثل مناطق جنوب وشمال الصعيد ووسط وغرب الدلتا والقناة وسيناء ويرأسة لواء مساعد وزير للدخلية ويساعدة عدة من مديري الإدارات والوكلاء.[بحاجة لمصدر]

## تمردات جنود الأمن المركزي
كان التمرد الأشهر لجنود الأمن المركزي في فبراير 1986 عندما تمردت فرق متعددة من قوات الأمن نتيجة توزيع منشورات تحوى أنباء كاذبة عن مد الخدمة للمجندين سنة أخرى لتكون ثلاث سنوات بدلاً من سنتين. استمرت حالة الانفلات الأمني لمدة أسبوع أعلن فيها حظر التجوال وانتشر فيها الجيش في العاصمة وتمكنت قواته من ردع التمرد واعتقل وقتل العديد من أفراد الأمن المركزي وقامت طائرات الهليكوبتر بضرب معسكرات الأمن المركزي بالجيزة بالصواريخ بعد أن قامت قوات الأمن المركزي بإحراق العديد من الفنادق والمحال التجارية ووصلت الخسائر إلى عشرات الملايين من الجنيهات. أقيل إثر هذه الأحداث اللواء أحمد رشدي وزير الداخلية وعزل عدد من القادة واتخذت بعض قرارات تحسين أحوال الجنود، كما تم اتخاذ قرارات من شأنها الحد من تعداد جنود الأمن المركزي ونقل معسكراتهم خارج الكتلة السكنية كما اتخذت قرارات ضمنية بشان نوعية الجنود الذين يتم تعيينهم بالأمن المركزي مستقبلاً، وسقط ستون قتيلا وفقا للبيانات الرسمية وأحيل 1236 جندياً و 31 مدنياً إلى محاكم أمن الدولة المشكلة وفقا لقانون الطوارئ.
وفي ديسمبر 2009 اعتقلت أجهزة وزارة الداخلية مجموعة من ضباط الأمن المركزي وأحالت 250 منهم إلى الاحتياط وذلك بعد تزعمهم تمرداً بمعسكر ناصر للأمن المركزي بمنطقة الدراسة، حيث رفض الضباط تنفيذ أوامر القيادة العليا بالتوجه إلى رفح بعد تردد أنباء عن مصرع مجند أمن مركزي بنيران إسرائيلية وتكتم الوزارة على الخبر وهو ما دفع رئيس العمليات بالمعسكر وباقي أفراد الكتيبة البالغ عددها 4200 مجند لإعلان رفضهم التوجه إلى حدود رفح المصرية، وهو أول تمرد يقوم به مجندون منذ أحداث 1986.
وفي الشهر ذاته احتوت وزارة الداخلية ثورة 6 آلاف مجند وعسكري ضد رؤسائهم في معسكر التشكيلات لقوات أمن القاهرة، حيث بدأت أحداث التمرد أثناء طابور التمام حينما فوجئ القائمون على السجن العسكري بمنطقة رمسيس بتمرد جميع المجندين بالمعسكر ضد قائديهم، وتحطيمهم مباني إدارة المعسكر، والاستراحة المخصصة للضباط، وصالة الألعاب والسجن العسكري، وقد أرجعت تحقيقات النيابة العسكرية ثورة الجنود إلى قسوة الضباط معهم، إلى جانب تأجيل حصول الجنود على إجازاتهم، وإرهاقهم في العمل في غير الأوقات المخصصة لذلك، الأمر الذي دفع 14 من كبار المجندين إلى قيادة ثورة داخل صفوف زملائهم انتهت بتهريب 6 من المساجين.

## وصلات خارجية
- جبهة إنقاذ مصر: تمرد بمعسكرات الأمن المركزي بعد رفض ضباط وجنود التوجه إلى رفح المصرية
- مركز الدراسات الاشتراكية: انتفاضة جنود الأمن المركزي فبراير 1986: المعسكر سجن.. المعسكر بؤرة للثورة